# Magnus von Horn
Magnus von Horn (Göteborg, 21 dicembre 1983) è un regista e sceneggiatore svedese, vincitore del premio Guldbagge come miglior regista nel 2015 e del Quinzaine des Réalisateurs al Festival di Cannes dello stesso anno.

## Biografia
Diplomatosi alla Scuola nazionale di cinema, televisione e teatro Leon Schiller di Łódź, è stato vittima di un pestaggio avvenuto in Polonia, e questo avvenimento lo avvicina alla tematica della violenza, che sviluppa nella sua ricerca artistica.

## Filmografia
- Efterskalv (2015)
- Sweat (2020)
- Pigen med nålen (2024)

## Premi e riconoscimenti
Festival di Cannes
2015 - Quinzaine des Réalisateurs
Guldbagge
2011: - Candidatura miglior cortometraggio - Utan snö
2015: - Miglior regista - Efterskalv